# Comandanti-klassen
Comandanti-klassen er en italiensk klasse af patruljefartøjer brugt af Marina Militare. Skibene bliver brugt i den klassiske patruljefartøjsrolle til blandt andet fiskeriinspektion, kontrol af den eksklusive økonomiske zone og suverænitetshåndhævelse. 
To af skibene (P409-P410) er bygget til det italienske transportministerium, men er stadig bemandet af en besætning fra flåden og har søredning og forureningsbekæmpelse til opgave. Derfor medfører disse to skibe kun en begrænset bevæbning, er ikke udrustet med hangar og er udrustet med et svagere fremdrivningsmaskineri.

## Skibe i klassen
| Pennant | Navn                      | Kølen lagt | Søsat             | Indgået          | Skæbne | Kaldesignal |
| ------- | ------------------------- | ---------- | ----------------- | ---------------- | ------ | ----------- |
| P490    | Comandante Cigala Fulgosi | -          | 7. oktober 2000   | 31. juli 2001    | -      | IABE        |
| P491    | Comandante Borsini        | -          | 17. februar 2001  | 4. december 2001 | -      | IABF        |
| P492    | Comandante Bettica        | -          | 23. juni 2001     | 4. april 2002    | -      | IABG        |
| P493    | Comandante Foscari        | -          | 24. november 2001 | 1. august 2002   | -      | IABH        |
| P409    | Sirio                     | -          | 11. maj 2002      | 31. maj 2003     | -      | IABL        |
| P410    | Orione                    | -          | 24. juli 2002     | 1. august 2003   | -      | IABM        |